# Liga de fútbol sudafricana
La Liga de fútbol sudafricana (en inglés: South African Soccer League) fue una liga de fútbol de Sudáfrica que existió de 1961 a 1967.

## Historia
La liga fue creada en 1961 por la SASF para los equipos compuestos por jugadores negros, indios y colorados durante el periodo del apartheid ya que fueron expulsados de la NFL, la liga profesional de fútbol en esos años.
La liga desaparece en 1969 por la falta de estadios de fútbol, siendo reemplazada dos años después por la Federation Professional League.

## Ediciones anteriores
- 1961 - Transvaal United FC
- 1962 - Avalon Athletic FC
- 1963 - Avalon Athletic FC
- 1964 - Black Swallows FC
- 1965 - Moroka Swallows FC
- 1966 - Maritzburg City FC
- 1967 - Verulam Suburbs FC

## Títulos por equipo
| Equipo              | Títulos | Años       |
| ------------------- | ------- | ---------- |
| Avalon Athletic FC  | 2       | 1962, 1963 |
| Transvaal United FC | 1       | 1961       |
| Black Swallows FC   | 1       | 1964       |
| Moroka Swallows FC  | 1       | 1965       |
| Maritzburg City FC  | 1       | 1966       |
| Verulam Suburbs FC  | 1       | 1967       |